# Discopodium penninervium
Discopodium penninervium là loài thực vật có hoa trong họ Cà. Loài này được Hochst. mô tả khoa học đầu tiên năm 1844.